# Raymond Massey
Raymond Massey, född 30 augusti 1896 i Toronto, Ontario, död 29 juli 1983 i Los Angeles, Kalifornien, var en kanadensisk skådespelare, med karriär i England och USA.

## Biografi
Massey studerade vid universitetet i Oxford, började sin karriär på scenen 1922 och gjorde filmdebut 1931. Massey var en respekterad karaktärsskådespelare i såväl brittiska som amerikanska filmer.
Han blev sårad i såväl första världskriget som andra världskriget, i vilka han deltog i den kanadensiska armén. 
Raymond Massey var far till skådespelarna Daniel Massey och Anna Massey.

## Filmografi i urval
- Överraskade av natten (1932)
- Den röda nejlikan (1934)
- Marietta (1935)
- Fången på Zenda (1937)
- Eld över England (1937)
- Under den röda kappan (1937)
- Abraham Lincoln - en folkets man (1940)
- Vägen till Santa Fé (1941)
- 49:de breddgraden (1941)
- Arsenik och gamla spetsar (1944)
- Kvinnan i fönstret (1944)
- Störst är kärleken (1946)
- Besatt (1947)
- Pionjären (1949)
- David och Batseba (1951)
- Ökensången (1953)
- Öster om Eden (1955)
- De nakna och de döda (1958)
- Dr Kildare (1961 - 1966; TV-serie)
- Så vanns vilda västern (1962)
- Mackenna's guld (1969)

## Teater

### Roller
| År   | Roll     | Produktion              | Regi       | Teater                        |
| ---- | -------- | ----------------------- | ---------- | ----------------------------- |
| 1958 | Mr. Zuss | J.B. Archibald MacLeish | Elia Kazan | ANTA Playhouse, New York, USA |